# Triệu Ưởng
Triệu Ưởng (chữ Hán: 趙鞅; ?-475 TCN), tức Triệu Giản tử (趙簡子) là vị tông chủ thứ 8 của họ Triệu, một trong Lục khanh của nước Tấn và là tổ tiên của quân chủ nước Triệu thời Chiến Quốc sau đó. Sinh thời, Triệu Ưởng đã ban hành nhiều chính sách cải cách để làm cho họ Triệu hưng thịnh. Những cải cách của ông được đánh giá là sánh ngang với những biến pháp vĩ đại thời Chiến Quốc sau này, như biến pháp của Ngụy Văn hầu, Thương Ưởng hay Triệu Vũ Linh vương.

## Thân thế
Triệu Ưởng là con của Triệu Thành, tức Triệu Cảnh thúc, tông chủ thứ 7 của họ Triệu. Năm 517 TCN, Triệu Thành mất, Triệu Ưởng lên thế tập.

## Quan hệ với các nước
Năm 519 TCN, nhà Chu có loạn. Vương tử Triều là con thứ của Chu Cảnh vương nhân lúc Chu Điệu vương vừa chết đã nổi loạn chống lại Chu Kính vương, tự xưng là Chu vương, cùng Kính vương hai bên phân tranh, nhà Chu bị chia làm hai.
Năm 516 TCN, Tấn Khoảnh công sai Triệu Ưởng cùng Tuân Lịch hội chư hầu cứu Chu Kính vương, đích thân ông dẫn binh tiến đánh vương tử Triều, Tử Triều chạy sang Sở, nhà Chu chấm dứt cục diện nhị vương.
Năm 502 TCN, nước Tề và nước Lỗ nổ ra chiến tranh. Tấn Định công đứng về phía Lỗ, cử Triệu Ưởng cùng Phạm Ưởng và Tuân Dần (Trung Hành Dần) đi cứu Lỗ. Tuy nhiên năm sau Tề và Tấn bãi binh.
Cùng năm đó, tướng Lỗ là Dương Hổ có ý định lật đổ Tam Hoàn nhưng thất bại, chạy sang Tấn. Triệu Ưởng giúp Dương Hổ, phong cho ở ấp Thích.
Năm 494 TCN, Triệu Ưởng mang Tấn Định công đi đánh Trịnh. Hai bên gặp nhau ở đất Thiết, giao tranh lớn. Quân Trịnh đánh Triệu Ưởng bị thương ở vai nhưng ông không lui quân mà tiếp tục đánh, phá tan quân Trịnh.
Năm 482 TCN, Ngô Phù Sai đánh bại quân Tề ở Ngải Lăng, tổ chức họp chư hầu. Tấn Định công và Triệu Ưởng đi hội ở Hoằng Trì. Bấy giờ nước Việt đánh nước Ngô, nước Ngô bị tàn phá nặng nề mà Phù Sai vẫn muốn ở lại tranh bá. Triệu Ưởng khuyên Tấn Định công nhường Phù Sai ngồi ở trên.
Năm 494 TCN, thế tử nước Vệ là Khoái Hội có tội trốn sang nước Tấn. Năm 492 TCN, Vệ Linh công mất, thế tôn Triếp là con Khoái Hội lên nối ngôi. Triệu Ưởng muốn giúp Khoái Hội về nước, bèn cho ở thành Thích. Sau đó Khoái Hội về nước lên ngôi tức Vệ Hậu Trang công.
Do Vệ Hậu Trang công về nước không thần phục mình nữa nên năm 477 TCN, Triệu Ưởng đem quân đánh Vệ, đuổi Vệ Trang công và đưa Vệ Ban Sư lên ngôi.

## Sáu họ còn bốn
Năm 514 TCN, Triệu Ưởng cùng Ngụy Thư thấy Tấn Khoảnh công không bằng lòng với hai họ công thất là Kỳ Doanh và Dương Tự Ngã, bèn dùng pháp luật buộc tội và giết chết hai người. Tấn Khoảnh công diệt hẳn hai họ công thất, khiến vây cánh họ vua Tấn ngày càng yếu không có ai giúp. Ngụy và Triệu chia họ Kỳ làm 7 huyện, đất họ Dương thành 3 huyện, chia nhau và cho con cháu mình vào triều làm quan. Từ đó thế lực họ Triệu được củng cố.
Mùa xuân năm 497 TCN, Triệu Ưởng đến Hàm Đan, gặp tướng trấn thủ là Triệu Ngọ vốn là người cùng họ đằng xa, trước đó Triệu Ngọ được Vệ Linh công tặng 500 hộ dân, Triệu Ưởng muốn xin. Triệu Ngọ ban đầu bằng lòng, sau nghe thủ hạ can ngăn, bèn thác cớ không đáp ứng.
Triệu Ưởng giận Triệu Ngọ bèn mang quân tấn công Hàm Đan, giết Triệu Ngọ. Con Triệu Ngô là Triệu Ngữ không đầu hàng mà tiếp tục cố thủ. Triệu Ngọ là cháu gọi Tuân Dần (Trung Hàng Dần) bằng cậu; nhà Tuân Dần lại thông gia với Phạm (Sĩ) Cát Xạ. Vì vậy Tuân Dần và Sĩ Cát Xạ ủng hộ Triệu Ngữ, bèn cùng nhau đánh Triệu Ưởng. Triệu Ưởng chạy về cố thủ ở đất Tấn Dương.
Theo luật nước Tấn, người làm loạn đầu tiên phải bị tử hình, do đó họ Phạm và họ Trung Hàng được Tấn Định công ủng hộ, tháng 10 năm đó mang quân vây Tấn Dương. Tuy nhiên các đại phu là Ngụy Xỉ (Ngụy Tương tử), Hàn Bất Tín (Hàn Giản tử), đem quân giúp Triệu. Tấn Định công lại ngả theo phe bốn họ Hàn, Ngụy, Trí, Triệu, sai Tuân Lịch đem quân giúp Triệu Ưởng. Tuân Dần và Sĩ Cát Xạ định phản công nhưng thua trận phải bỏ chạy về thành Triều Ca. Hàn Bất Tín và Ngụy Xỉ xin hộ với Tấn Định công về lỗi khơi mào loạn của Triệu Ưởng. Định công bằng lòng tha tội Triệu Ưởng, cho giữ chức như cũ. Sau khi Triệu Ưởng trở về, Tuân Lịch sau đó gọi Triệu Ưởng đến ép xử tội Vu An (người đồng mưu với hai nhà đánh Triệu Ưởng), Vu An tự tử.
Năm 492 TCN, bốn họ Ngụy, Hàn, Trí, Triệu hạ được thành Triều Ca, tiêu diệt hai nhà. Tuân Dần và Phạm Cát Xạ chạy trốn sang nước Tề. Tuân Lịch tiến cử Sĩ Cao thay cho Phạm thị, sủng thần Lương Anh thay thế Trung Hàng thị, nhưng bị Triệu Ưởng cự tuyệt. Từ đó nước Tấn chỉ còn bốn họ đại phu, sử gọi là Tứ khanh. Cùng năm Tuân Lịch chết, Triệu Ưởng lên làm chính khanh.

## Qua đời
Triệu Ưởng thấy con trưởng là Bá Lỗ không có tài bằng con thứ là Triệu Vô Tuất, nên lập Vô Tuất làm thế tử.
Năm 476 TCN, Tuân Dao cùng lúc đem quân đánh Trịnh, Triệu Ưởng bị bệnh, sai con là Triệu Vô Tuất đi thay. Tuân Dao ghét Vô Tuất, ép Triệu Ưởng phế đi nhưng ông không nghe. Cùng năm Triệu Ưởng mất, dặn Vô Tuất nếu gặp nguy khốn thì nên lánh vào Tấn Dương. Sau khi ông qua đời, Vô Tuất thế tập tức Triệu Tương tử.